# Zwieńczenie z chustą św. Weroniki
Zwieńczenie z chustą św. Weroniki – obraz olejny hiszpańskiego malarza pochodzenia greckiego Dominikosa Theotokopulosa, znanego jako El Greco.
El Greco kilkakrotnie malował różne wersje chusty Weroniki. Po raz pierwszy wykonał ją w 1579 roku przy okazji realizacji zlecenia ozdobienia ołtarza głównego w kościele Santo Domingo el Antigua w Toledo. Obraz w ozdobnym kartuszu umieszczony został pomiędzy dwoma innymi: Wniebowzięciem Marii a Trójcą Świętą. W 1577 roku kontrakt z Juanem Bautistą Monegro przewidywał umieszczenie w tym miejscu jakiejś postaci, ale nie wspominał o scenie veraicon. W rozecie prawdopodobnie miano umieścić herb Donii Marii de Silvy lub Don Diega de Castilla, fundatorów ołtarza i wielu ozdób wykonanych dla kościoła. Być może w 1579 roku, gdy zestawiano ołtarz herb był zbyt widoczny i dlatego zdecydowano się na wizerunek Chrystusa, który miał nawiązywać do obrazu Trójca Święta znajdującego się powyżej. Nie ulega wątpliwości, iż ta część ołtarza powstała jako ostatnia z całego cyklu zrealizowanego dla kościoła Santo Domingo el Antiguo.

## Opis obrazu
Chusta została umieszczona w rzeźbionej, owalnej ramie, podtrzymywanej przez dwie sylwetki aniołków lub putta. El Greco koncentruje się głównie na wizerunku Chrystusa odbitego na kawałku białej tkaniny. Postać ma jeszcze cechy bizantyjskiej ikonografii; twarz jest wydłużona, z wystającymi kośćmi policzkowymi podkreślonymi cieniami po obu stronach. Chusta zawiązana jest w dwóch górnych rogach, lekko zwinięta, ale na tyle by można było w całości zobaczyć wizerunek. Chrystus nie ma korony cierniowej, a na czole widać jedynie krople krwi. Takie ujęcie veraiconu zostało przez El Greca powtórzone jeszcze dwukrotnie w 1580 roku (Chusta Weroniki).
Zwieńczenie zostało usunięte z ołtarza w 1961 roku.